# ディミトリ・ペトラトス
ディミトリ・ペトラトス（ギリシア語: Δημήτρη Πέτρατος、1992年11月10日 - ）は、オーストラリア・シドニー出身のサッカー選手。ポジションはMF。
Kリーグ時代の登録名はペトラトス（ハングル: 페트라토스）。

## 経歴

### クラブ
2011年1月13日、シドニーFCとの契約を2年更新した。
2012年12月7日、マレーシア・スーパーリーグのケランタンFAに移籍した。自身初の海外挑戦となったが、12試合に出場して10ゴールを記録する好調を維持した。
2013年6月1日、シーズン途中ながらAリーグのブリスベン・ロアーと1年契約を交わし国内復帰した。
2017年1月24日、シーズン途中にニューカッスル・ジェッツFCとAリーグの2017-18シーズン開幕前に移籍するという合意の下3年契約を交わした。しかし2週間後、Kリーグクラシックの蔚山現代FCと3年契約を結んだことを発表した。
しかしKリーグでは不調に終わり、2017年6月13日にニューカッスル・ジェッツと2年契約を結び、2度目の国内復帰を果たす。2018年3月、Jリーグのクラブが獲得に興味を示していると報じられた。

### 代表
2018 FIFAワールドカップを戦うオーストラリア代表の本大会メンバーに選出された。

## 私生活
ギリシャにルーツを持ち、父のアンジェロ・ペトラトスはシドニー・オリンピックFCに所属していた元サッカー選手。弟のコスタ・ペトラトスもサッカー選手でニューカッスル・ジェッツに所属している。

## 代表歴

### 出場大会
- オーストラリア代表
  - 2018 FIFAワールドカップ

### 試合数
- 国際Aマッチ 3試合 0得点（2018年-2018年）[4]

| オーストラリア代表 | 国際Aマッチ | 国際Aマッチ |
| 年                 | 出場        | 得点        |
| ------------------ | ----------- | ----------- |
| 2018               | 2           | 0           |
| 2019               | 1           | 0           |
| 通算               | 3           | 0           |